# Protenoia Trimórfica
A Protenóia Trimórfica é um texto gnóstico setiano dentre os apócrifos do Novo Testamento. A única cópia sobrevivente é da biblioteca de Nag Hammadi.

Eu [sou] o pensamento do Pai, Protenóia, ou seja, Barbēlō, a perfeita Glória e o incomensurável Um Invisível que está oculto. Eu sou a Imagem do Espírito Invisível e é através de mim que o Todo se forma e [eu sou] a Mãe [assim como] a Luz que ela designou como Virgem, ela cujo nome é 'Meirothea', o Útero incompreensível, a Voz sem limites e sem tamanho.

## Similaridades com outros textos
Como o mais familiar Apócrifo de João, com o qual se parece muito, acredita-se que o texto seja da metade do século segundo e similar em estilo ao Evangelho segundo João. Em particular, há grande semelhança no prólogo, embora o do Evangelho siga negando explicitamente o Gnosticismo usando sua própria linguagem contra eles.

## Misticismo
O título do texto significa O primeiro pensamento que é em três Formas (ou As Três Formas do Primeiro Pensamento) e parece que foram reescritos em algum momento para incorporar crenças setianas, quando originalmente era um tratado de outra seita gnóstica. O texto constitui-se de uma explicação da natureza da Cosmologia, da Criação e de uma visão docética de Jesus, na primeira pessoa, o que é incomum. Ou seja, o texto está escrito como se fosse Deus (o pensamento trimórfico) que o escreveu. 

## Ensinamentos secretos
Em comum com  as religiões misteriosas, há ensinamentos secretos e não são todos os textos que devemser lidos pelos não-iniciados. Este é um texto parece ter sido escrito para um iniciado avançado, com boa parte do caminho já seguido — afirmando "Agora vede! Eu vos revelarei meus mistérios pois sois meus irmãos e os conhecereis",  embora incrivelmente as próximas cinco linhas estejam faltando, o texto prossegue "Eu contei a todos os meus mistérios" Especula-se que essas cinco linhas nunca existiram e que consistiriam em si um ensinamento do texto.

## Ligações Externas
- Robinson, James M. (1990). The Nag Hammadi Library, revised edition. Trimorphic Protennoia (Trad. por John D. Turner) (em inglês). São Francisco: Harper Collins. ISBN 0-06-066929-2